# Oskil (Fluss)
Der Oskil (ukrainisch Оскіл) oder Oskol (russisch Оскол) ist ein 472 Kilometer langer linker Nebenfluss des Siwerskyj Donez in der Ukraine und in Russland.
Der Fluss entspringt auf der Mittelrussischen Platte in der Oblast Kursk. Er fließt in überwiegend südlicher Richtung. Dabei durchfließt er die russische Oblast Belgorod und die ukrainische Oblast Charkiw. Er fließt von Stary Oskol kommend in den bis zu 130 km² großen Oskilsker Stausee und mündet zwölf Kilometer unterhalb des zugehörigen Wasserkraftwerks linksseitig in den Siwerskyj Donez, wobei er im Unterlauf kurzzeitig die Grenze zur Oblast Donezk bildet. Der Fluss hat eine Länge von 472 km und sein Einzugsgebiet umfasst 14.800 km². Innerhalb der Ukraine legt er 178 km zurück und das Einzugsgebiet beträgt hier 5.511 km². Der Oskol wird hauptsächlich von der Schneeschmelze gespeist. Zwischen Ende März und Anfang Mai führt der Fluss Hochwasser. 9,5 km oberhalb der Mündung beträgt der mittlere Abfluss (MQ) 44,2 m³/s.